# منتخب مقدونيا لكأس ديفيز
منتخب مقدونيا لكأس ديفيز هو ممثل مقدونيا الشمالية الرسمي في كرة المضرب في كأس ديفيز.